# Tecumseh (Ontario)
Tecumseh è un comune del Canada, situato nella provincia dell'Ontario, nella contea di Essex. Fa parte dell'area metropolitana di Windsor. È collegata alla città di Detroit negli Stati Uniti dall'Ambassador Bridge e dal Tunnel Detroit-Windsor.

## Gemellaggi
- Frosinone dal 2009